# Pandemonij
Pandemonij (grč. πανδαιμόνιον, pandaimonion; svi demoni), prema Miltonovom epu Izgubljeni raj (1667.), prijestolnica paklenog carstva i mjesto u kojem se nalazi znamenita Sotonina palača. U epu se pripovijeda da su pobunjeni pali anđeli nakon pada u ponore pakla, odvalili jednu padinu vulkana odakle su izvadili zlato i od tog materijala izgradili ogromnu građevinu i naselili njene dvorane. U njoj stoluju prinčevi pakla.